# Estación de Manlleu
Manlleu es una estación de la línea R3 de Rodalies de Catalunya que funciona como de Media Distancia. Está situada en el municipio homónimo. Pertenece a la línea Barcelona-Ripoll por donde circulan trenes de la línea R3 del núcleo de Cercanías de Barcelona operados por Renfe Operadora. A pesar de formar parte de la red de Cercanías no tiene tarifación como tal, sino como de Media Distancia. En 2021 fue utilizada por 89 088 usuarios, correspondientes a los servicios de cercanías.

## Situación ferroviaria
La estación se encuentra en el punto kilométrico 77,4 de la línea Barcelona-Vic-Ripoll, entre las estaciones de Vich y Torelló, a 460,10 metros de altitud. Hasta 1980 perteneció también a la línea entre Ripoll y San Juan de las Abadesas.
El tramo es de vía única en ancho ibérico (1668 mm), con tensión eléctrica de 3 kV y alimentación por catenaria. Esta configuración se mantiene entre las estaciones de Vich y Puigcerdá, tramo al que pertenece la estación.

## Historia
La estación tiene su origen más inmediato en 1877, mediante la constitución de la "Sociedad del Ferrocarril y Minas de San Juan de las Abadesas” (FMSJ) la cual, mediante subcontrata, iba a realizar el tramo entre Vich y Torallas, al cual pertenece la estación.
La estación fue abierta al tráfico ferroviario el 1 de agosto de 1879 con la puesta en marcha del tramo de 16,264 km entre las estaciones de Vich y  Torelló de la línea que pretendía unir Barcelona con San Juan de las Abadesas, desde Vich y Granollers. En 1880 se completó la línea hasta San Juan de las Abadesas, para conectar las industrias barcelonesas con las minas del Pirineo. Sin embargo, la sociedad FMSJ dejó de hacerse cargo de sus líneas el 31 de diciembre de 1899, transfiriéndola a compañía Norte debido a problemas financieros, quedando disuelta FMSJ en los siguientes años.
En 1928 se electrificó la línea a una tensión de 1,5 kV. Por la estación circulaban las locomotoras de la serie 7000 de la compañía Norte, que remolcaban los trenes desde Barcelona, No estaban autorizadas a circular, a pesar de que eran eléctricas, por la vía del Transpirenaico (línea Ripoll-Puigcerdá), siendo sustituidas en Ripoll por las populares locomotoras de la serie 1000 hasta Francia.
El estallido de la Guerra Civil en 1936 dejó la estación en zona republicana. Ante la nueva situación el gobierno republicano, que ya se había incautado de las grandes compañías ferroviarias mediante un decreto de 3 de agosto de 1936, permitió que en la práctica el control recayera en comités de obreros y ferroviarios. Con la llegada de las tropas sublevadas a Cataluña en 1939, Norte toma de nuevo el control de la empresa.
En 1941, tras la nacionalización del ferrocarril de ancho ibérico, las instalaciones pasaron a manos de la recién creada RENFE. En 1965 se elevó la tensión de la línea a 3 kV. para unificarla con el resto de la red en Cataluña.
El tramo ferroviario entre Ripoll y San Juan se cerró el 1 de julio de 1980, perdiendo la estación la conexión con el sureste de El Ripollés. Aunque se mantuvo un servicio alternativo de autobuses, el servicio quedó suprimido definitivamente el 1 de enero de 1985. El tramo desafectado se reconvirtió en la vía verde llamada Ruta del Hierro y del Carbón. En 1984 planeó sobre la línea Ripoll-Puigcerdá la amenaza de cierre, dentro del plan de clausura masiva de líneas altamente deficitarias, evitado por el carácter internacional de la línea.
Desde el 31 de diciembre de 2004 Renfe Operadora explota la línea mientras que Adif es la titular de las instalaciones ferroviarias.

## La estación
La estación de Manlleu dispone de tres vías y dos andenes. La vía 1 (principal) y la vía 3 (derivada) dan servicio al andén central mientras que la vía 2 (derivada) lo hace al andén lateral, frente al edificio de viajeros. Dicho edificio se sitúa a la derecha de las vías en kilometraje ascendente y presenta disposición lateral a la vía. Se trata de una construcción de dos alturas más buhardilla con tres vanos por costado y planta, al que se le han anexado dos cuerpos laterales más con tres vanos y de una sola planta. Todos los vanos son de arcos escarzanos, salvo los tres que dan acceso al exterior en la planta baja central, que son de medio punto. Los cambios entre andenes se realizan por un paso a nivel en el costado de Puigcerdá. Una amplia marquesina cubre el andén lateral en toda la extensión del edificio de viajeros. También hay una pequeña marquesina en el andén central.
Cabe decir que el edificio de viajeros de la estación de Manlleu es idéntico en cuanto a diseño y construcción al de las estaciones de Torelló y San Quirico de Besora.
El sistema de seguridad es de "Tren-tierra y ASFA". En cuanto a los bloqueos dispone de Bloqueo de Liberación Automática en vía Única con Control de Tráfico Centralizado (BLAU con CTC). Esta configuración se mantiene en el tramo entre las estaciones de Vich y Puigcerdá, al cual pertenece la estación. El horario de la estación es diario, de 05.30h a 23:35h.

## Servicios ferroviarios
A pesar de pertenecer la estación a la red de Cercanías de Barcelona, sólo tiene servicios regionales de Media Distancia, que se prestan con material de Rodalies de Catalunya, usualmente con la serie 447 de Renfe y más raramente con trenes Civia. Los trenes semidirectos entre Barcelona y Puigcerdá no efectúan parada en esta estación. Los horarios actualizados de Cercanías de Cataluña pueden descargarse en este enlace. El horario actualizado de la R3 puede consultarse en este enlace.
| << cabecera                    | < estación | línea | estación > | cabecera >>                                          |
| ------------------------------ | ---------- | ----- | ---------- | ---------------------------------------------------- |
| Rodalies de Catalunya de Renfe |            |       |            |                                                      |
| Hospitalet                     | Vich       |       | Torelló    | Ripoll / Ribas de Freser Puigcerdá / Latour-de-Carol |